# Bonus og Minus
Bonus og Minus er en dansk julekalender for børn som blev vist på DR1 i 1964. 

## Medvirkende
- Inger Rauf
- Klaus Scharling Nielsen
- Jørn Rose